# Flayosc
Flayosc é uma comuna francesa na região administrativa da Provença-Alpes-Costa Azul, no departamento de Var. Estende-se por uma área de 45.95 km². Em 2010 a comuna tinha 4 386 habitantes (densidade: 95,5 hab./km²).